# Jaja (řeka)
Jaja (rusky Яя) je řeka v Kemerovské a Tomské oblasti v Rusku. Je 380 km dlouhá. Povodí má rozlohu 11 700 km².

## Průběh toku
Pramení v předhůří Kuzněckého Alatau. Ústí zleva do Čulymi (povodí Obu).

## Vodní režim
Zdrojem vody jsou především sněhové srážky. Průměrný roční průtok vody ve vzdálenosti 22 km od ústí činí 88,5 m³/s. Zamrzá na začátku listopadu a rozmrzá v dubnu. V zimě se na ní tvoří náledí.

## Využití
Řeka je splavná. Vodní doprava je možná do vzdálenosti 114 km od ústí.